# Fauzia Gailani
Fauzia Gailani es una política de Afganistán. En 2005 fue elegida para representar a la provincia de Herat en la Cámara del Pueblo de Afganistán, la cámara baja en pastún Wolesi Jirga.  Obtuvo casi 16.885 votos, el 3,6 por ciento del total de la provincia, más que cualquier otro candidato en Herat. Es conocida por sus discursos acerca de la igualdad de derechos ante la ley y en contra de los matrimonios infantiles.

## Biografía
Pertenece al pueblo pastún de la etnia Gailani de Afganistán y madre de seis hijos. Antes de su elección había establecido una cadena de gimnasios en Herat después de la caída de los talibanes.  Fauzia se ha pronunciado en contra de la violencia contra las mujeres y sobre los matrimonios forzados de niñas. Ella misma se vio obligada a casarse, a los trece años. Fue ampliamente citada después del asesinato de Nadia Anjuman, una joven poeta afgana cuyo esposo fue arrestado por su muerte tras admitir que la golpeó luego de una discusión. El Servicio de Investigación del Congreso describió a Fauzia como una de las representantes independientes cuyo apoyo la administración Hamid Karzai estaba luchando por ganar.